# Maida (Calabrien)
 For alternative betydninger, se Maida. (Se også artikler, som begynder med Maida)
Maida er en by i Calabrien, Italien med 4.396 (2023) indbyggere.